# Пасуш де Феррейра (футбольный клуб)
«Па́суш де Ферре́йра» (порт. Futebol Clube Paços de Ferreira, португальское произношение: [ˈpasuʒ ðɨ fɨˈʁɐjɾɐ]) — португальский футбольный клуб из одноимённого города, выступающий в Примейра-лиге. Клуб основан в 1950 году, гостей принимает на стадионе «Капита́л ду Мо́вел», вмещающем более 9 тысяч зрителей. Лучшим результатом «Пасуша» в чемпионате стало 3-е место в сезоне 2012/13.

## Достижения
- Чемпионат Португалии по футболу
  - 3-е место 2012/13
- Кубок Португалии
  - Финалист: 2008/09
- Кубок португальской лиги
  - Финалист: 2010/11
- Сегунда лига
  - Победитель (4, рекорд): 1990/91, 1999/00, 2004/05, 2018/19

## Выступления в еврокубках
| Сезон   | Турнир         | Раунд    | Соперник               | 1 матч | 2 матч |
| ------- | -------------- | -------- | ---------------------- | ------ | ------ |
| 2007/08 | Кубок УЕФА     | 1Р       | АЗ                     | 0:1    | 0:0    |
| 2009/10 | Лига Европы    | 2К       | Зимбру                 | 0:0    | 1:0    |
|         |                | 3К       | Бней Иегуда            | 0:1    | 0:1    |
| 2013/14 | Лига чемпионов | ПО       | Зенит (СПб)            | 1:4    | 2:4    |
| 2013/14 | Лига Европы    | Группа Е | Фиорентина             | 0:3    | 0:0    |
|         |                |          | Пандурий               | 1:1    | 0:0    |
|         |                |          | Днепр (Днепропетровск) | 0:2    | 0:2    |

- Домашние игры выделены жирным шрифтом